# Liste de pannes de courant importantes

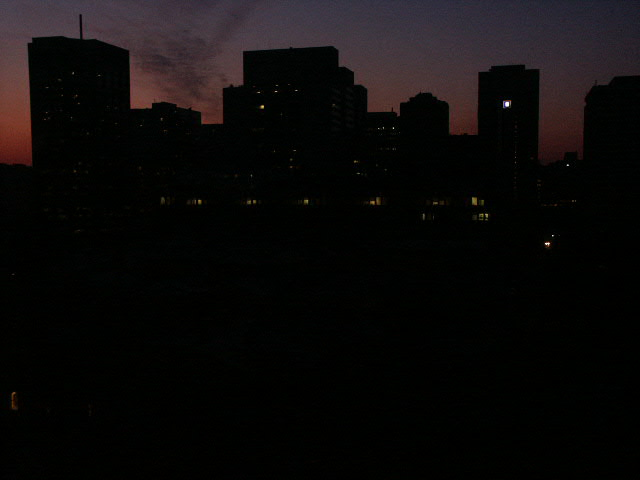
Toronto, Ontario (Canada) durant la panne de courant nord-américaine de 2003.

Depuis 1965, de nombreuses pannes de courant (ou « black-out électrique »), notion qui comprend aussi des arrêts de production de courant induits par des grèves d'électriciens (comme celle qui fut à l'origine du black-out de 1907 à Paris) ont marqué le monde.  Le black-out est souvent présenté (dont dans des films ou romans) comme pouvant être une cause de paralysie économique et d'arrêt de d'activités sociales et sanitaires vitales, avec en perspective - s'il se prolongeait - l’effondrement de la civilisation industrielle et urbaine. Pour cette raison, c'est aussi « un levier majeur de communication stratégique, dans le cadre des guerres et des révolutions. Il est aussi enjeu de communication politique et idéologique, dans le cadre des conflits du travail et de la dénonciation des conséquences de la dérégulation et de l’ouverture du marché de l'électricité sur la sécurité d'approvisionnement énergétique ». Pour l'éviter ou améliorer la résilience face à ce risque, l'interconnexion des réseaux électriques a souvent été présenté comme une solution incontournable (solidarité électrique européenne dans l'Europe de l'Ouest, accélérée dans les années 1950 puis élargie à certains pays de l'ex-Empire soviétique (Europe de l'Est), non sans difficulté car construire de nouvelles lignes à haute-tension dans des paysages de plus en plus habités soulève de nombreuses oppositions.  

Quand le réseau ne répond plus, une communication de crise est mise en œuvre, par EDF notamment en France (ainsi à la suite de la tempête de décembre 1999 qui a durant plusieurs semaines privé un grand nombre de personnes d'électricité, François Roussely parle aux français en direct du siège d’EDF via un studio de télévision provisoire installé sur place).
Le présent article recense les plus importantes d'entre elles en termes de bilan humain et économique. Le nombre de personnes affectées varie de quelques centaines de milliers de personnes à 670 millions, avec plusieurs épisodes ayant touché plus d'un million de personnes. La panne la plus importante de l'histoire au nombre d'individus concernés est celle qui frappa l'Inde en 2012.
En France un Mémento de la sûreté du système électrique, publié par RTE sur son site officiel, présente les modes de dégradation de la sûreté du système électrique conduisant aux black-out, ainsi qu'un panorama des grands incidents survenus dans le monde. Le Bilan sûreté annuel de la sûreté du système électrique français, également disponible sur le site de RTE pour chaque année depuis 2001, comporte un chapitre présentant les grandes pannes survenues dans le monde pendant l'année.

## 1965–1999

### 1965, États-Unis
La cause initiatrice de ce grand incident est la disjonction intempestive d'une ligne 230 kV acheminant l'électricité de la centrale de Niagara Falls vers l'Ontario à la suite du mauvais réglage d'une protection de distance. À la suite du report de charge, il s'ensuit la mise hors tension par cascade de nombreuses autres lignes ainsi que la disjonction de groupes de production. Le réseau se sépare en plusieurs sous-réseaux, mais aucun n'est viable. La presque totalité du nord-est des États-Unis et le Sud de l'Ontario sont hors tension, plongeant dans l’obscurité 30 millions de personnes. Il faudra plus de treize heures pour reprendre la totalité du service.

### 1977, États-Unis
New York a été touchée par une panne d’électricité qui a déclenché des pillages et des émeutes entraînant l’arrestation de 4 000 personnes. Ce grand incident est dû à un orage, dont les chocs de foudre successifs sur des lignes de transport provoquent la perte de ces lignes et de groupes de production. Faute de délestage effectué suffisamment rapidement, de nouvelles disjonctions surviennent en cascade. L'ensemble de New York est coupé, soit environ 6 GW. Il faudra une quinzaine d'heures pour réalimenter totalement New-York.

### 1978, France
Panne générale, le 19 décembre 1978, due à une cascade de disjonctions de lignes à très haute tension par reports de charge, à la suite de l'entrée en surcharge initiale d'une ligne dans l'est de la France, lors d'une situation de fortes importations d'électricité de l'Allemagne vers la France. Les trois quarts du pays sont privés de courant pendant quelques heures.
La turbine à gaz (100 MW) de la Centrale thermique de Bouchain, dans le Nord aurait peut-être pu secourir une partie du réseau, mais une maintenance sur la machine était en cours à cette période.

### 1987, France et Japon
Par une journée particulièrement froide, trois groupes de production de la centrale thermique de Cordemais disjonctent en moins d'une heure pour des raisons indépendantes. Le dernier groupe de la centrale finit par décrocher également. Il s'ensuit une brusque dégradation du plan de tension régional, qui par répercussion provoque de nouveaux décrochages dans plusieurs centrales de l'ouest de la France. Grâce à l'envoi d'ordres de délestage, la tension se stabilise dans l'ouest de la France, mais à un niveau très bas proche de 300 kV, avant que l'action des répartisseurs conduise au rétablissement de la situation.
Le 23 juillet 1987, un effondrement de tension au Japon est survenu. Ce grand incident survient lors de températures inhabituellement fortes en début d'après-midi, qui provoquent un usage massif de la climatisation par les Japonais, alors que la demande d'électricité battait déjà les records dans la matinée. Il s'ensuit une baisse de tension, puis une instabilité de tension, qui conduit à la disjonction des trois centrales électriques alimentant la région de Tokyo. Trois millions de clients sont coupés.

### 1989, Canada
Le 13 mars 1989, un fort vent solaire vient perturber brusquement le champ magnétique terrestre. Hydro-Québec avait tenté de régler le problème dès la veille en voyant les variations. La panne survient malgré tout vers 2h46 (heure locale). Le Québec est donc privé d'électricité pendant plus de 9 heures. Les lignes électriques enregistrent une variation de 700 à 800 kV. 6 millions d'usagers sont touchés et on estime les coûts de réparation à 13,2 M$. D'autres réseaux ont eu le même phénomène, mais ayant des lignes électriques généralement plus courtes, l'effet était moindre.

### 1998, États-Unis et Canada

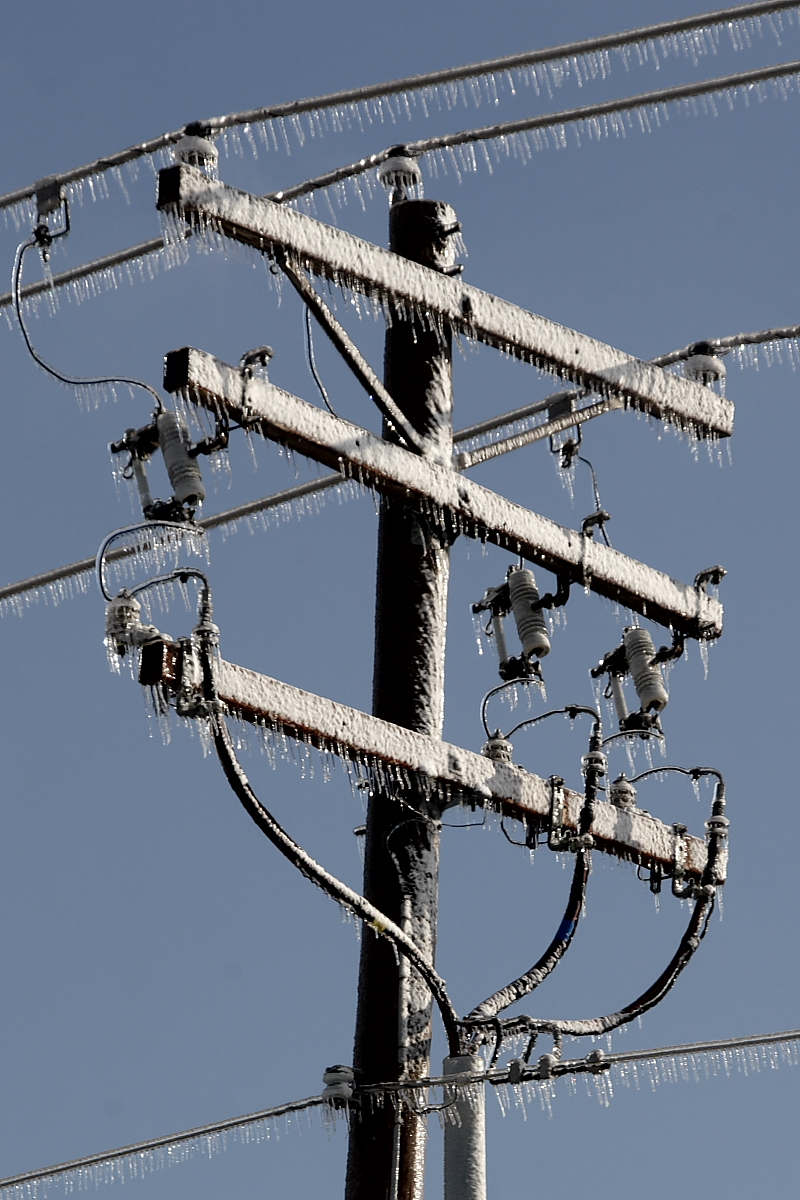
Effet de pluie verglaçante sur la distribution de l'électricité.

La crise du verglas de 1998 est une tempête de pluie verglaçante qui a eu lieu en janvier 1998 dans l'est du Canada, la Nouvelle-Angleterre et le nord de l'État de New York. La région la plus affectée, « Le triangle noir », se situait au Québec au sud-est de Montréal.
Elle a causé d'énormes dommages au réseau électrique dans toute cette région, en plus d'endommager les arbres, ce qui a donné des pannes de courant prolongées. Un très grand nombre de pylônes électriques, de fils et de poteaux électriques sont tombés sous le poids du verglas. La reconstruction permanente de certaines portions du réseau a pris deux ans, forçant Hydro-Québec à trouver des solutions temporaires pour réalimenter ses clients. Certains de ceux-ci ont été sans électricité durant un mois et demi.

### 1999, France
Fin décembre 1999, deux tempêtes exceptionnelles par leurs intensités frappent de plein fouet l'Europe, en particulier la France, où pas moins de 3,6 millions de personnes se retrouvent sans courant. Paris échappe de peu au black-out, grâce aux équipes d'EDF qui limitent les dégâts sur le réseau électrique français. Cependant, la violence des tempêtes met à terre pas moins de 23 000 poteaux électriques et pylônes à haute tension, et provoque l'arrêt de 3 centrales nucléaires, dont celle de Braud-et-Saint-Louis, près de Blaye, en Gironde qui est partiellement inondée. À certains endroits, il faut 19 jours pour rétablir le réseau. Au vu de l'étendue des dégâts et des dommages causés, c'est la pire destruction qu'ait subi le réseau électrique français depuis sa création.

## 2000-2009

### 2003, Amérique du Nord, Europe, Afrique du Nord
- 3 février 2003 : une panne dans le poste de gaz naturel de la centrale électrique du Hamma à Alger provoque des déclenchements en chaîne privant 28 wilayas (départements administratifs) de courant électrique et plongeant dans le noir durant 4 heures, pratiquement tout le nord du pays.
- 14 août 2003: Une immense panne d'électricité toucha gravement les états et provinces du nord-est de l'Amérique du Nord [11].
- 23 août 2003 : panne à Helsinki : 500 000 personnes touchées ;
- 28 août 2003 : panne à Londres : 500 000 personnes touchées ;
- 23 septembre 2003 : panne au Danemark et dans le sud de la Suède : 5 millions de personnes touchées ;
- 28 septembre 2003: panne dans la totalité de l'Italie (à l'exception de la Sardaigne énergétiquement autonome) et brièvement dans le sud de la Suisse. Avant cet incident, dû à la suite de la formation d'un arc électrique entre un câble porteur et un arbre, les lignes de transit nord-sud à travers la Suisse et l'Italie étaient très chargées[12]. À 3 h 1, une importante ligne de transit entre le nord et le sud de l’Europe, la ligne du Lukmanier, disjoncte. Une charge d’environ 110 % est reportée sur la ligne de transit du San Bernardino. GRTN, l’exploitant du réseau aurait dû stopper des pompes, mais il ne le fit pas. Par conséquent, 56 millions de personnes ont été touchées. Il a été jugé que les liaisons avec la France et la Suisse étaient insuffisantes, « chaque pays se rejetant naturellement les responsabilités »[2].

### 2004, Luxembourg
Le 2 septembre 2004, une panne géante touche le Luxembourg et ses banques. La cause en est une coupure de la ligne d'importation depuis l'Allemagne. Le Luxembourg ne produit que 40 % de ses besoins et n'est alimenté que par la Belgique et l'Allemagne. Le réseau est rendu fragile par l'absence de connexion avec la France.[réf. souhaitée]

### 2005, Suisse
Le 22 juin 2005, tout le réseau ferroviaire suisse est bloqué pendant plusieurs heures, de 18 h au lendemain à 5 h. 100 000 personnes ont été bloquées dans les trains, certaines pendant une heure. Un court-circuit s'est produit à 17 h 8 sur une ligne de transport des CFF entre Amsteg et Rotkreuz, ce qui a conduit au décrochement de plusieurs centrales électriques et a provoqué une réaction en chaîne, ont annoncé jeudi 23 juin les CFF. L'alimentation en courant électrique du réseau a été partagé en deux secteurs, le sud étant suralimenté tandis que le nord manquait d'énergie. À 17 h 45, l'ensemble de l'alimentation électrique était passé hors tension et 1 500 trains étaient en panne sur le réseau.

### 2006, Europe
Le 4 novembre 2006, vers 22 h 10, une panne de grande importance a touché le réseau de l'UCTE, privant d'électricité environ 15 millions de clients européens.
L'origine serait la mise hors-service programmée puis différée de deux lignes 400 kV, pour laisser le passage à un navire sur le fleuve Ems, en Allemagne. Ces coupures des deux lignes 380 kV reliant Conneforde à Diele sont intervenues à 21 h 38 et 21 h 39. À 21 h 41, RWE TSO informa E.ON Netz de la valeur limite de 1 795 A sur la ligne Landesbergen-Wehrendorf (reliant E.ON Netz et RWE TSO), mais le réseau continuait à fonctionner conformément aux recommandations. Les deux entreprises ont été en communication téléphonique à 21 h 46, 21 h 50 et 21 h 52, et purent s'échanger des informations sur les valeurs limites de cette ligne qui n'étaient pas les mêmes pour les deux entreprises. Entre 22 h 5 et 22 h 7, la charge de la ligne de 380 kV Landesbergen-Wehrendorf augmenta de 100 MW dépassant la valeur limite de 1 795 A fixée par RWE TSO. RWE TSO appela E.ON Netz à 22 h 8 pour demander une intervention urgente. Après des estimations empiriques, E.ON Netz décida d'intervenir à Landesbergen. L'intervention se produit à 22 h 10. Le résultat fut contraire à celui attendu: au lieu de baisser de 80 ampères, le courant augmenta de 67 ampères. La ligne fut déconnectée par les automatismes de sécurité à la sous-station de Wehrendorf (RWE TSO) pour surcharge.
Par un « effet domino » de report de charge, de nombreuses autres lignes auraient décroché, entraînant pratiquement une scission du réseau de l'UCTE en 3, suivant une ligne Nord-Sud, ainsi qu'une déconnexion du Maroc,. La séparation du réseau se produisit à 22 h 10 min 28,7 s et 22 h 10 min 28,9 s et la séparation entre l'Espagne et le Maroc se produisit à 22 h 10 min 32 s.
Durant la minute précédant la séparation, la puissance était d'environ 274 100 MW dont 15 000 MW éoliens (essentiellement en Europe du Nord, et en Espagne). Après la séparation, les puissances se répartissaient comme suit :
- Zone ouest : 182 700 MW dont 6 500 MW éoliens
- Zone nord-est : 62 300 MW dont 8 600 MW éoliens
- Zone sud-est : 29 100 MW.

La séparation du réseau, a conduit au dépassement de seuil de 49 Hz à l'ouest, et de 51 Hz à l'Est . Ce franchissement de seuil a conduit à l'arrêt de certaines centrales. Le rétablissement des fréquences normales a été réalisé en 20 minutes, dans les zones en sous-fréquence. Il a été compliqué dans les zones en sur-fréquence, en raison du manque de contrôle des centrales de production. Les conséquences de cette panne d’électricité ont été aggravées par le comportement d’ensemble de la production décentralisée. Dans la plupart des pays européens, ce comportement a été marqué par le caractère aléatoire des déconnexions et des reconnexions des centrales éoliennes.
L'Europe de l'Ouest étant alors en déficit de production, des délestages ont été nécessaires pour éviter un écroulement total du réseau. 10 % des clients ont dû être déconnectés. En France, 6 400 MW de la consommation (12 %) soit 5 millions de foyers ont dû être déconnectés. L'ensemble du réseau européen a pu être resynchronisé en 38 minutes. L'ensemble du réseau a pu être rétabli en environ une heure. L'ensemble des pays sont revenus à une situation normale en deux heures. En France, les barrages hydro-électriques ont été mis en production afin d'augmenter les capacités locales de 4 000 MW.
À la suite de cette coupure, les investigations menées par l'UCTE ont conduit à un rapport final sur cette System Disturbance du 4 novembre 2006 qui a fait l'objet d'une présentation à Bruxelles en 2007. Cette présentation couvre:
- les faits,
- les causes,
- les recommandations,
- les suites à donner, notamment une harmonisation des réglementations des 24 pays concernés et une coordination des actions à réaliser en cas d'incident affectant les pays interconnectés.

### 2008, États-Unis
Les vendredi 4 et samedi 5 janvier 2008, plus de 600 000 foyers et entreprises sont privés de courant à la suite d'une tempête cyclonique ayant entraîné de fortes pluies et d'abondantes chutes de neige en altitude en Californie du Nord selon la compagnie d'électricité Pacific Gas and Electric.
Le 26 février 2008, trois millions de personnes sont touchées durant près de 4 h par une énorme panne électrique en Floride (États-Unis) à la suite d'un problème technique dans une station secondaire vers Miami. Deux réacteurs nucléaires sont arrêtés.

## 2010-2019

### 2011, Japon
À la suite du séisme de 2011 de la côte Pacifique du Tōhoku de magnitude 9 sur l'échelle de Richter au Japon, 4 millions de personnes sont privées d'électricité à Tokyo et ses environs le 11 mars 2011.

### 2012, Inde
Le 31 juillet 2012, l'Inde a connu la plus grande panne d'électricité enregistrée dans l'histoire. Celle-ci a touché 670 millions d'usagers, après une première série de décrochages le 29 juillet. Mis à part les 150 millions de personnes n'ayant pas accès à l'électricité, la moitié de la population a été affectée. La panne est attribuée à une combinaison de facteurs structurels — l'Inde depuis 1951 ne parvient pas à atteindre les objectifs de production qu'elle se fixe pour faire face à l'accroissement de sa population et à la hausse du niveau de vie et de consommation électrique — et conjoncturels : une sécheresse a diminué en 2012 les capacités de production hydro-électriques.

### 2014, Tunisie
Le 31 août 2014, la Tunisie connaît une panne géante qui touche une grande partie de son territoire. La capitale et sa banlieue sont privées d'électricité pendant environ deux heures. Les raisons de la panne sont principalement dues à la chute d'un câble de garde à fibres optiques (OPGW) après sa coupure par un coup de foudre. Le tronçon coupé s'est enroulé sur deux phases à la suite des vents très violents ce qui a causé un court-circuit très important à une distance de 11 km de l'un des plus grands centres de production du pays.

### 2014, Sénégal
Le 9 septembre 2014, le Sénégal a enregistré sa première panne de courant géante, qui touche plus de la moitié du territoire national. Ce « black-out » est causé par une panne du barrage de Manantalli, qui alimente la centrale de Kahone (région de Fatick).

### 2019, Argentine, Paraguay et Uruguay
En 2019, une panne de courant de grande ampleur a touché la majeure partie de l'Argentine, tout l'Uruguay et certaines parties du Paraguay, privant de courant électrique 48 millions de personnes.

### 2019, Espagne
Le 29 septembre 2019, une coupure de courant qui a touché l’ensemble de l’île de Tenerife a touché près d’un million de personnes et a généré des dizaines d'appels aux services d’urgence, la plupart pour des personnes bloquées dans des ascenseurs.

## Depuis 2020

### 2021, Texas
En février 2021, le Texas a connu une crise énergétique sans précédent, causées par trois tempêtes successives, et ayant privé d'énergie plus de 4,5 million de foyers, dont certains pendant plusieurs jours. On déplore au moins 246 décès directs ou indirects, et certaines estimations montent à plus de 700 victimes.

### 2023, Tunisie
Dans la nuit du mardi 19 au mercredi 20 septembre 2023, la Tunisie connaît une panne électrique sur la quasi-totalité de son territoire, qui dura plusieurs heures, causée par une conjoncture d'évènements : l'humidité ayant atteint 90% sur plusieurs régions du pays a entraîné une surtension électrique qui ensuite, a causé une panne à la centrale électrique de Radès. Lors de la panne, le reste du réseau de centrales aurait été dans l'incapacité de pallier la demande énergétique, ce qui causa la mise hors-service de ces dernières causant un black-out sur la plupart du territoire de la république. Pour sortir le pays de l'ombre, la Société Tunisienne de l'Électricité et du Gaz sollicita le réseau électrique algérien afin de rétablir le courant dans la majorité des régions affectées.

### 2025, Chili
Le mardi 25 février 2025 à 15h16, le Chili est touchée par une panne électrique qui touche 8 million de foyers, dans 14 des 16 régions du pays. Selon des estimations, 98,5% de la population a été touchée, qui correspond à plus de 19 million d'habitants, ce qui en fait l'une des plus grandes pannes d'électricité de l'histoire du Chili.

### 2025, Espagne, Portugal et Sud de la France
Le 28 avril 2025, vers 12h30, une panne électrique a affecté toute la péninsule ibérique continentale. La circulation des trains et des métros a été rendue impossible dans les villes espagnoles et portugaises. Les feux de signalisation ne fonctionnant plus, des embouteillages ont eu lieu dans les grandes villes. De nombreuses personnes ont été immobilisées dans les aéroports et dans les ascenseurs[réf. nécessaire]. Quatre centrales nucléaires ont été affectées, avec une mise à l'arrêt automatique et un secours fourni par groupes électrogènes. Les causes de la panne sont encore inconnues.

## Anecdote
Le roman de 1943 Ravage de Barjavel décrit un monde où l'électricité a disparu définitivement et brutalement.